# 山喜
山喜株式会社（やまき、英: YAMAKI CO.,LTD.）は、大阪府大阪市に本社をおく、紳士用ドレス・カジュアルシャツの製造販売会社である。

## 子会社
- 山喜ロジテック株式会社
- 山喜ソーイング株式会社
- 上海久満多服飾商貿有限公司
- タイ山喜株式会社
- ラオ山喜株式会社
- JOYLINK PTE LTD.